# Jiří Poláček

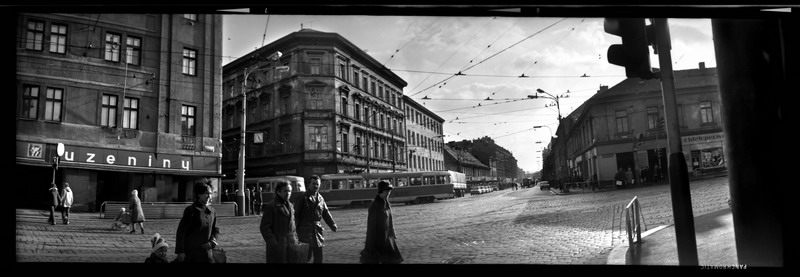
Anděl

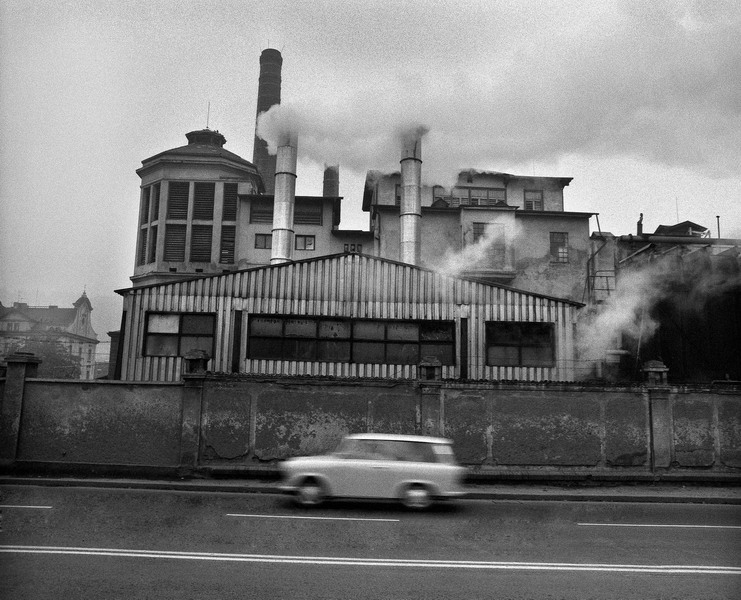
Trabant a mlékárna

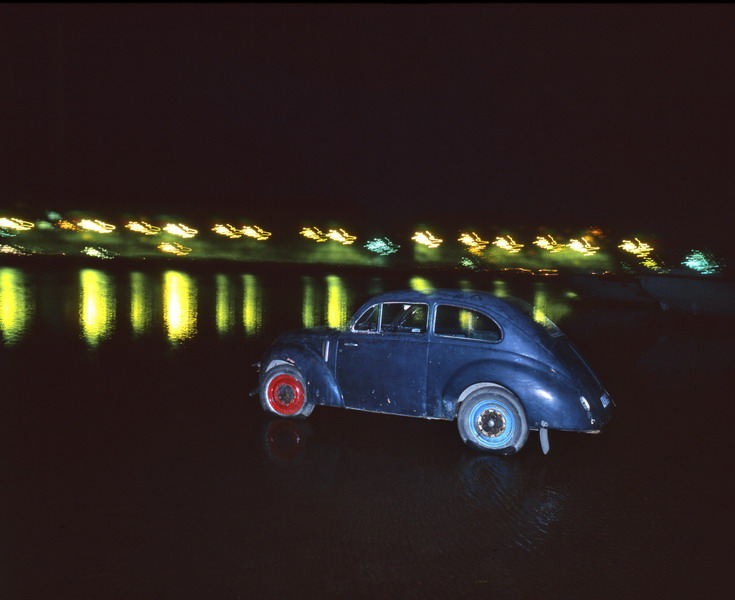
Auto ve vodě

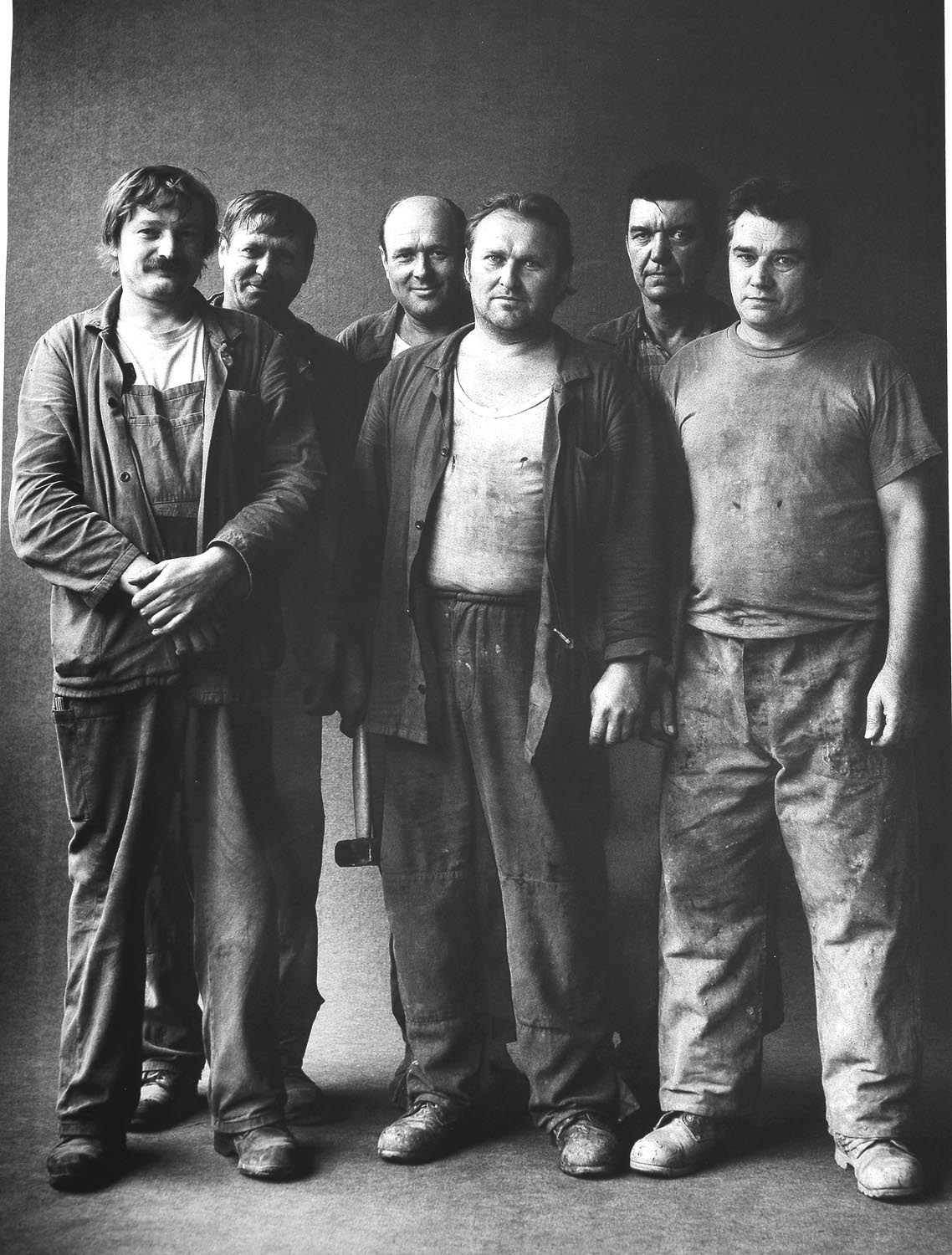
Snímek z cyklu Český člověk, 1990-1996

Jiří Poláček (6. června 1946 Praha – 13. září 2016) byl český fotograf. Je znám jako spoluautor časosběrného portrétního cyklu Český člověk. Dalšími autory této série jsou Jan Malý a Ivan Lutterer. V letech 1974–1978 vystudoval na FAMU obor fotografie.

## Život a dílo
Narodil se 6. června 1946. Začal fotografovat ve 12 letech. Rodiče ho, protože byl nepřizpůsobivý, nepustili do internátu filmové školy do Čimelic, vyučil se kovodělníkem a po střední škole pro pracující ilegálně překročil hranice do Rakouska a emigroval do USA v lednu 1967. Po mnoha štacích v různých městech, absolvoval v roce 1969 kurs fotožurnalistiky na UCLA v Kalifornii. Do Československa se vrátil v roc 1972, aby se vyhnul nástupu do americké armády (Vietnam). Fotografoval svůj oblíbený Smíchov a pracoval ve fotolaboratoři ČTK. V roce 1974 byl přijat na externí studium umělecké fotografie na FAMU. V roce 1975 zvětšoval fotografie pro velkou výstavu Jana Svobody v Brně, od té doby do Svobodovy smrti (1990) byli přátelé a Poláček pro něj hodně zvětšoval ve své malé laboratoři na Smíchově. Do konce roku 1980 vyvolával jako jediný v ČSSR diapozitivy v Kodak procesu E 6. Od roku 1981 působil na volné noze. Zpočátku fotografoval stavby sídlišť a výrobu jídel do knih a časopisů. Komerční fotografií jídel a nápojů se věnoval do konce života.
Panoramatický fotografie Smíchova začal Poláček pořizovat po získání starého „Kodaku panoram“ z roku 1895 od Jana Svobody, ten ho získal od paní Tomanové po smrti fotografa Jiřího Tomana, který ho získal od Josefa Sudka, kterému asistoval. Panoramata fotografoval Poláček s přestávkami až do roku 2000. Soubor panoramat smíchovských ulic pocházejících z roku 1978 byl částí jeho diplomové práce na FAMU. 
V roce 1980 vystavoval v pražském Činoherním klubu v rámci cyklu výstav pořádaných historičkou fotografie Annou Fárovou. O dva roky se spolu s okruhem osmnácti fotografek a fotografů dříve představených z Činoherního klubu zúčastnil velké neoficiální výstavy 9x9 v Plaském klášteře, kde byly některé velkoformátové fotografie scénograficky instalovány v prostorách Metternichovy sýpky k dosažení vyjádření pocitu z tehdejší nesvobodné komunisty utlačované společnosti. Na této výstavě Poláček vystavoval soubor černobílých snímků Noční Smíchov pořízených velkoformátovou kamerou 9x12 cm.
S kolegy z FAMU Janem Malým a Ivanem Luttererem založili v roce 1982 společnost „Czech Field Studio“ se skládacím plátěným ateliérem a mikrobusem VW. Od té doby s tímto mobilním ateliérem portrétovali v Čechách a příležitostně i jinde v Evropě náhodné kolemjdoucí. 
Později se začal věnovat zachycení nočního Smíchova v barevném provedení. Mezi lety 1983–1985 fotografoval širokoúhlým objektivem (formát 6x9 a 6x7 cm) za pomocí blesku takzvanou malovací technikou na získání trojbarevných vrstev na denní diapositivní film. Okna domácností 2800 kelvinů, výbojky pouličních světel 3400–5000 kelvinů různých barev na dlouhou expozici a kratičká expozice blesku na 6000 kelvinů. 
Díky zahraničním kontaktům Anny Fárové společně s fotografem Dušanem Šimánkem stali v roce 1986 asistenty amerického fotografa Irvinga Penna při fotografování sbírky zvířecích lebek z Národního muzea v Praze. Společně zajišťovali vyvolání černobílých filmů 8x10 palců, Poláček vyjednával akci s muzeem a zajišťoval chod celé akce. První velkou výstavu souboru přezvětšených zvířecích lebek Penn uspořádal v New Yorku v letech 1988–1989 pod názvem Cranium architecture.
Snímky ze Smíchova, které pořídil v 60. až 80. letech, po letech vystavil ve smíchovském nákupním centru Nový Smíchov (2007).   V průběhu roku 2008 byla část barevného Nočního Smíchova byla vystavena v Galerii Langhans a v Galerii moderního umění v Hradci Králové (jako součást výstavy Světla měst a noční chodci). Společně s řadou dalších českých autorů se v roce 1990 zúčastnil významného FotoFestu v textaském Houstonu. Kromě mnoha soukromých sběratelů je majitelem Poláčkových nejlepších souborů fotografií Centre Georges Pompidou v Paříži, Uměleckoprůmyslové museum v Praze nebo Moravské galerie v Brně.
Jeho syn, Jiří Poláček junior, se specializuje na fotografii potravin, produktovou a reklamní fotografii.

## Fotografický cyklus Český člověk
Časosběrný fotografický cyklus Český člověk autorské trojice Jan Malý, Jiří Poláček a Ivan Lutterer zahrnuje tisíce snímků českých lidí. Začal vznikat v roce 1982 a jeho rozšiřování s odmlkami pokračovalo do roku 2010. 
K nápadu fotografovat českého člověka autory přivedl alkoholem posilněný muž s lahví a v montérkách, který při fotografování moravských krojů v Lanžhotě vstoupil do polního fotografického ateliéru (odtud Czech Field Studio po vzoru mobilního ateliéru Irvinga Penna) se žádostí o fotografii. Tento moment dal vzniknout souboru portrétů českých lidí. Použití materiálu Polaroid negativ pozitiv 4x5 palců (větší 9x12 cm) jim umožňovalo fotografovaným věnovat snímek, zatímco negativ si ponechávali k dalšímu užití. Z tisíců pořízených fotografií sestavili v roce 1997 fotografickou knihu Český člověk.
Následovalo fotografování na divadelní pouti v Praze v roce 1985, dále fotografování trempů, místních indiánů a kovbojů. Z Amsterdamu, kam byli pozváni na fotofestival v roce 1989, si autoři odvezli soubor Nizozemců. V roce 1990 se po světové fotografické výstavě v texaském Houstonu zapisuje Czech Field Studio do análů světové portrétní fotografie. Autoři se ve stejném roce zúčastnili s polním ateliérem mezinárodního fotografického festivalu v Lausanne a českých kulturních dnů v Bretani v Rennes. Na domácí půdě pořídili fotografie českého člověka v železárnách ve Vítkovicích a v Ostravě. Etapu fotografování do roku 1997 symbolicky uzavřela kniha z nakladatelství Studia JB, která byla následně oceněna 2. místem v soutěži Nejkrásnější české knihy roku 1997 v kategorii Kniha o výtvarném umění a obrazové publikace.
Po tragické smrti Ivana Lutterera v Rochesteru v USA (2001) pokračovali autoři přijali Poláček s Malým výzvu České kulturní mise v Paříži, aby stejným způsobem fotografovali obyvatele francouzské metropole. Při této příležitosti byly zvětšeniny Českého člověka vystaveny v pařížském metru vystavena. Na podzim roku 2002 se ve zdejším Českém centru uskutečnila výstava Pařížané a Pražané. Na pozvání Langhans Galerie Praha vznikla v roce 2010 poslední série českého člověka.

## Samostatné výstavy
- 1980 Jiří Poláček. Činoherní klub, Praha
- 1988 Fotochema, Praha (společně s Dušanem Šimánkem)
- 2007 Starej Smíchov na Novém Smíchově. Obchodní cetnrum Nový Smíchov, Praha[9]
- 2008 ONI & V NOCI / Fotografie z raných osmdesátých. Langhans Galerie Praha (společně s Libuší Jarcovjákovou)[10]
- 2016 Město 1975–1988. Galerie Entrance, Praha (host Dušan Tománek) [11]
- 2017 Nejen Smíchov. Fotograf Gallery, Praha (kurátor Pavel Vančát)[12]

## Galerie

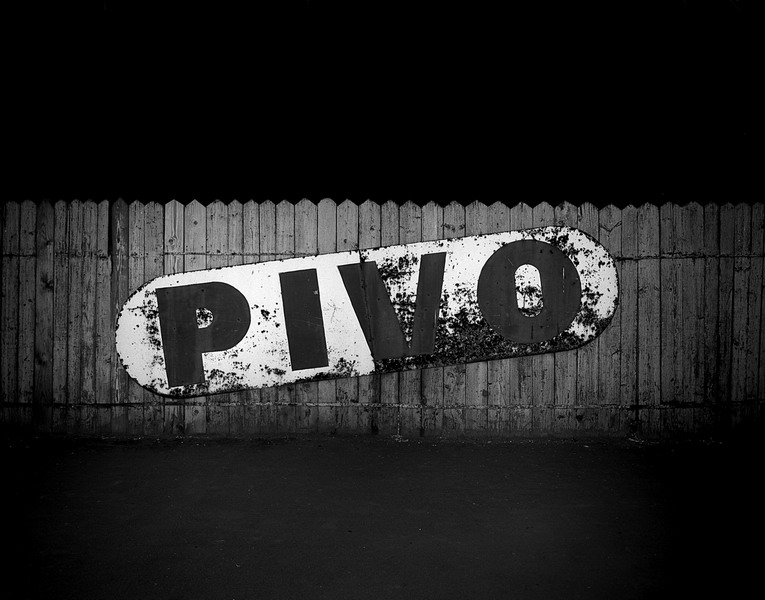
Pivo
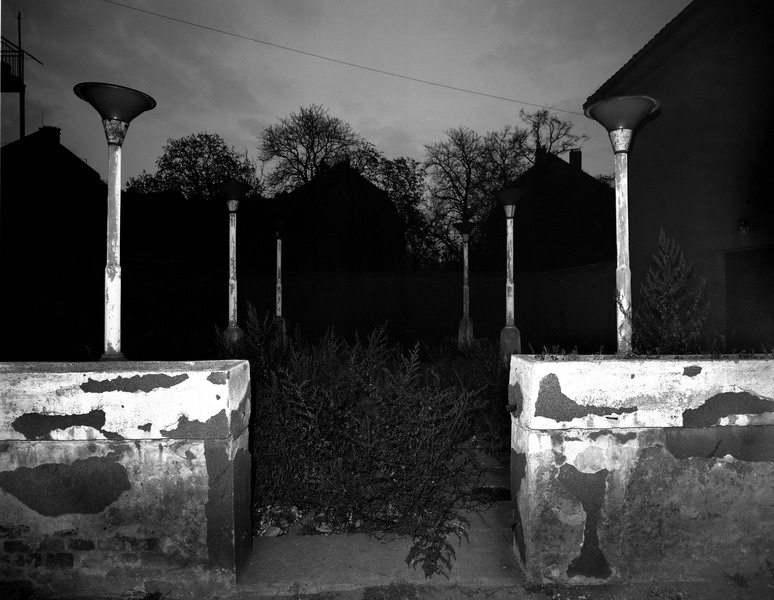
Letní restaurace v noci
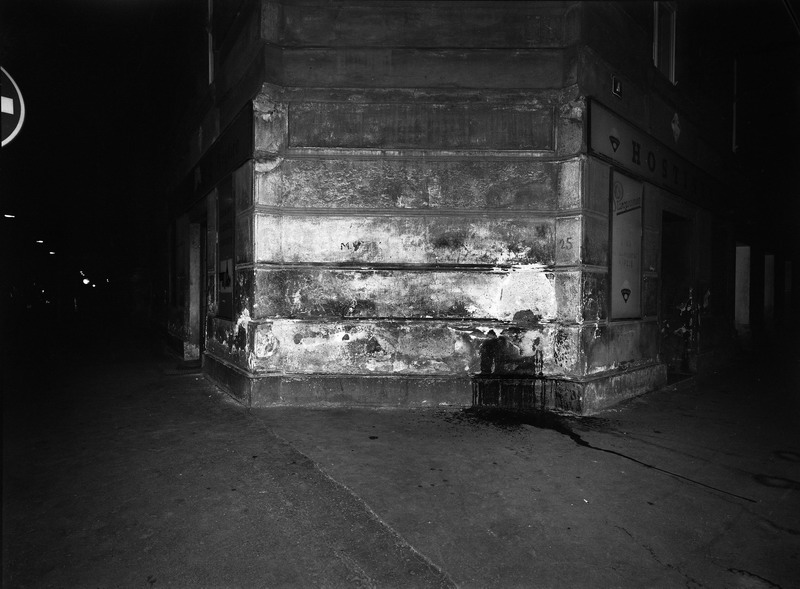
Malátova u rytíře
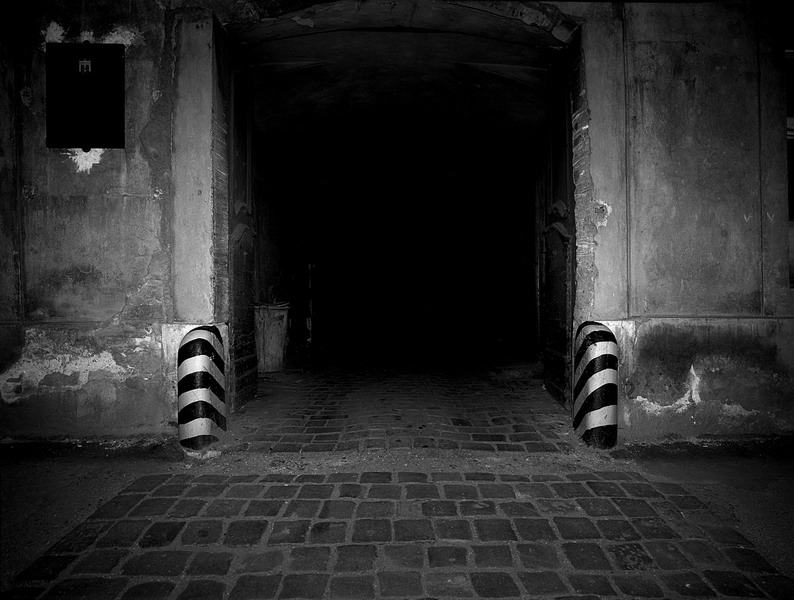
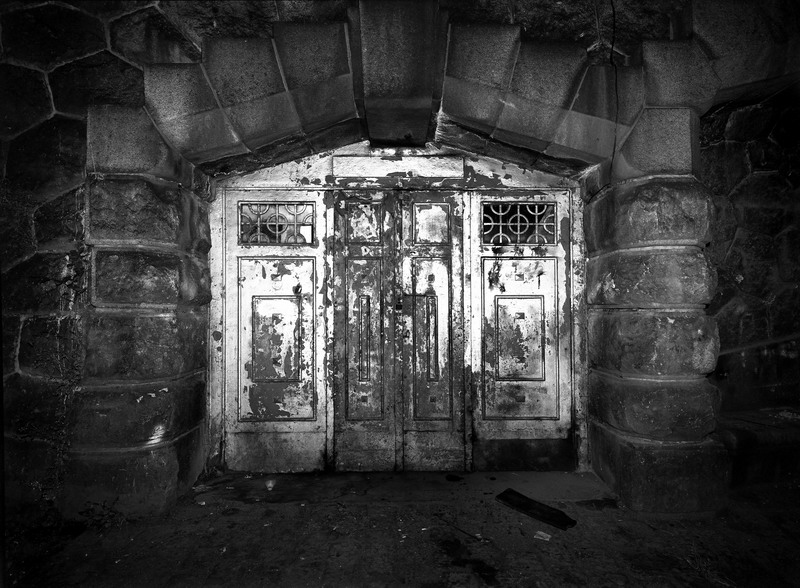
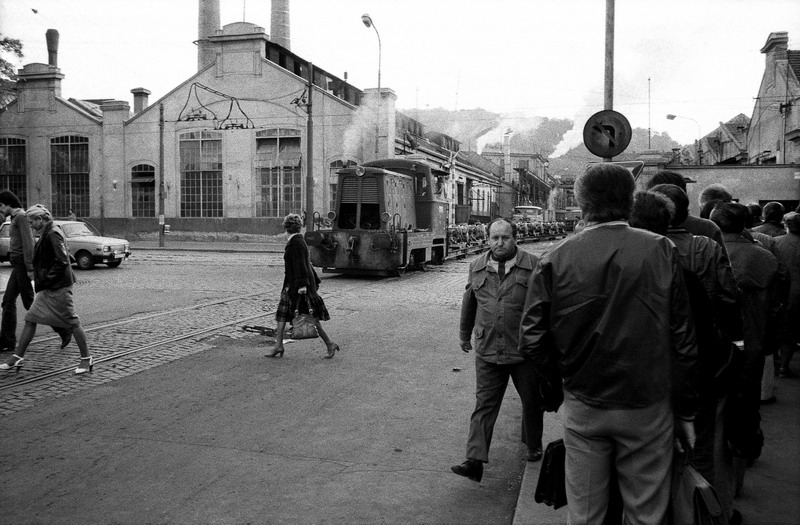
Před Tatrou
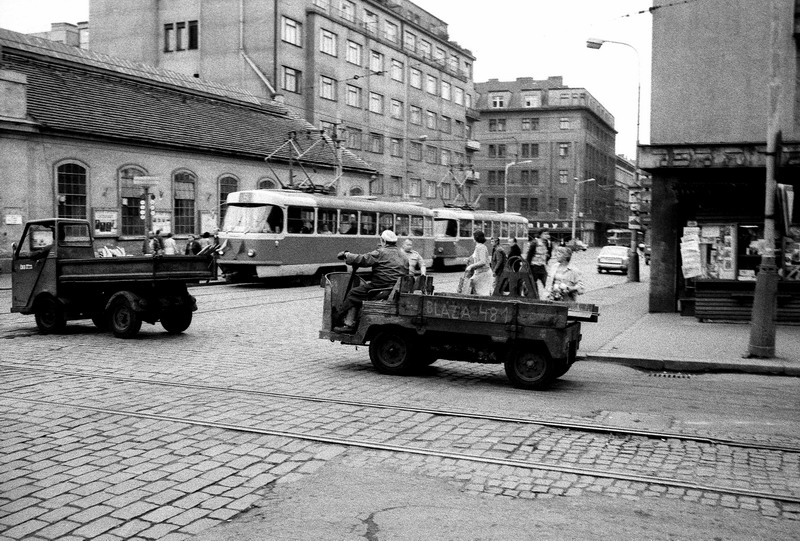
Před Tatrou, Bláža 481
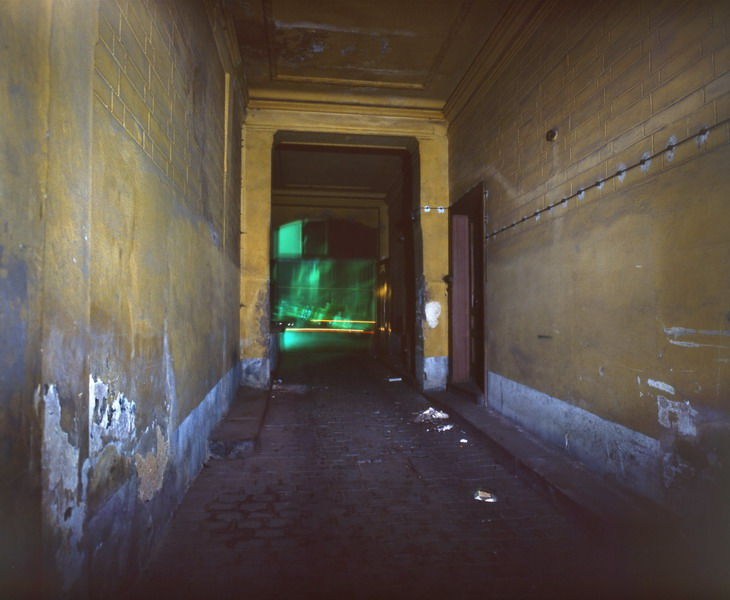
Lidická
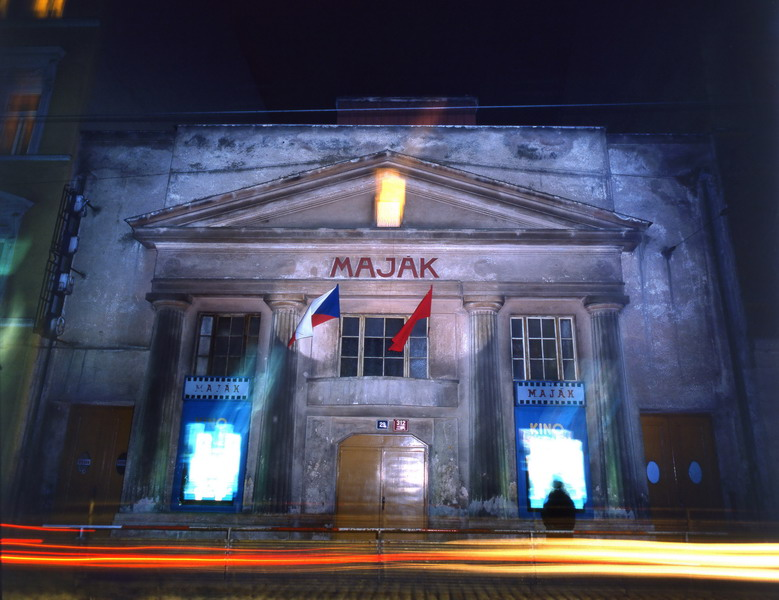
Lidická, kino Maják
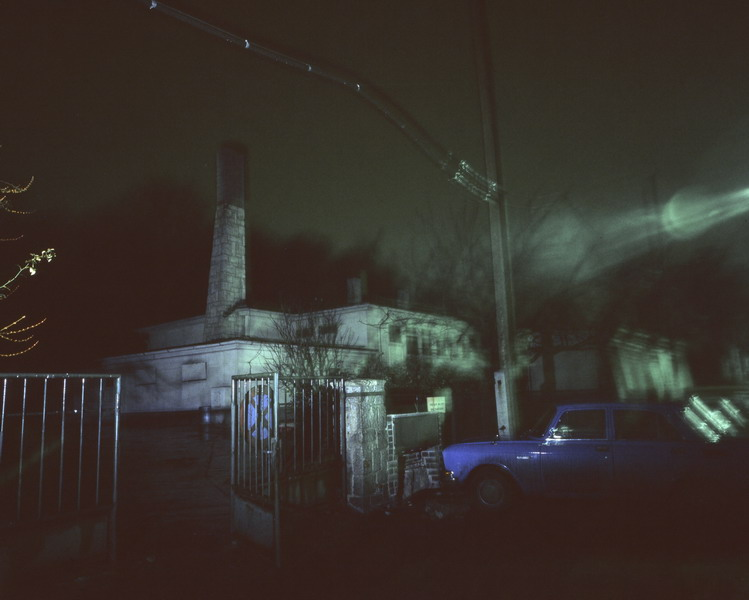
Modrý auto
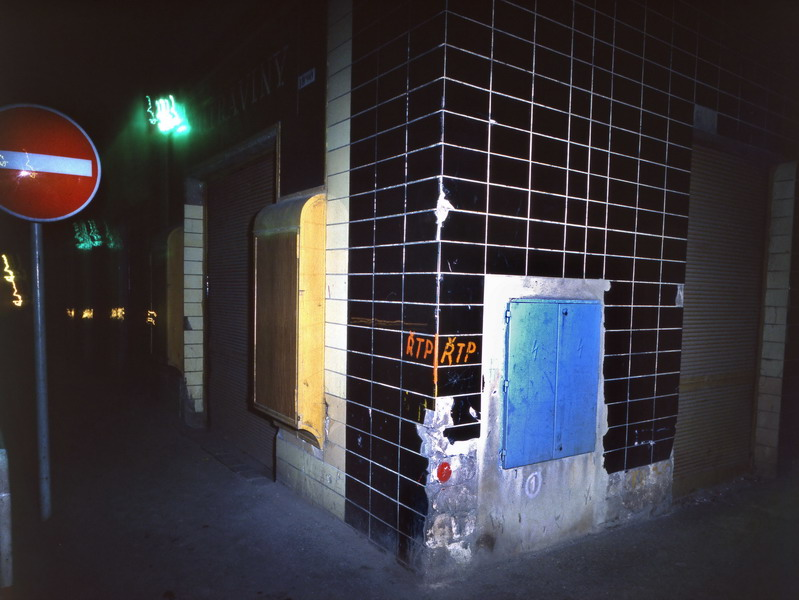
Plzeňská
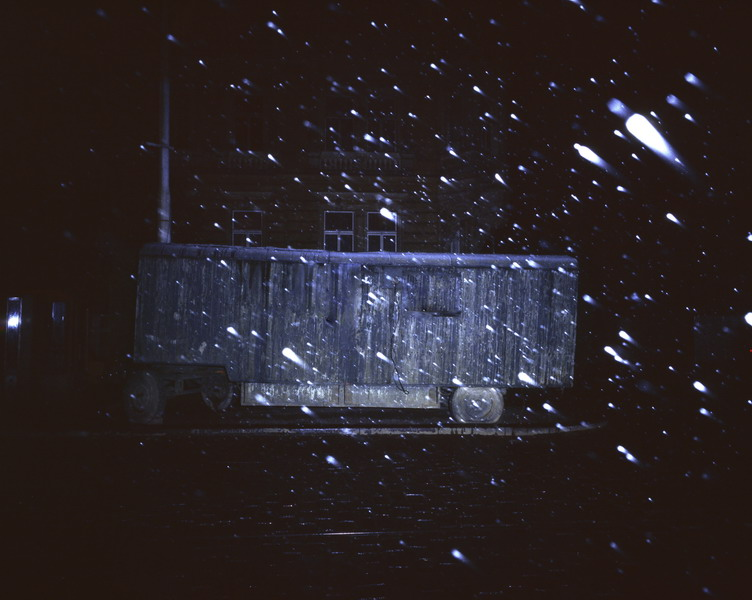
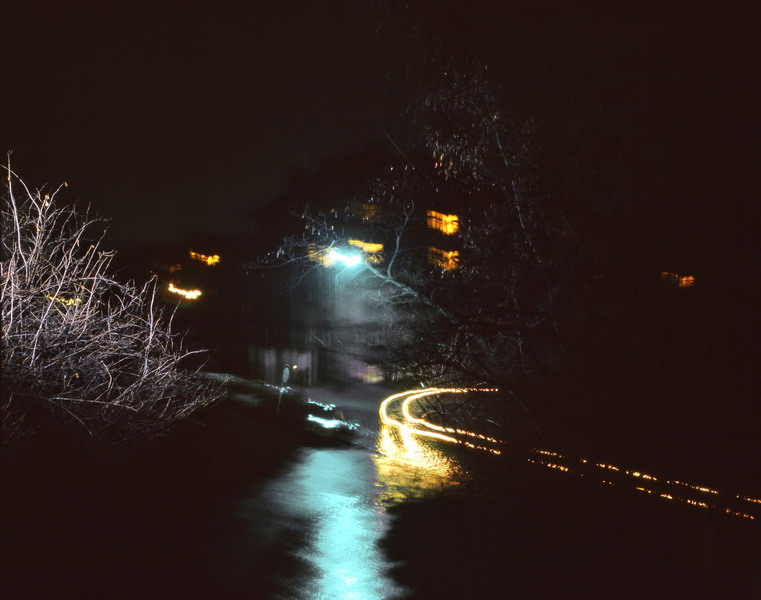
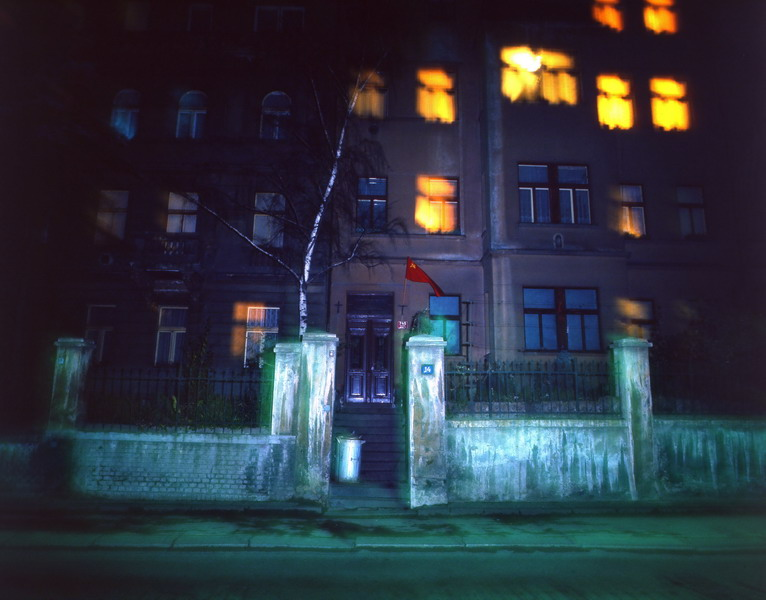
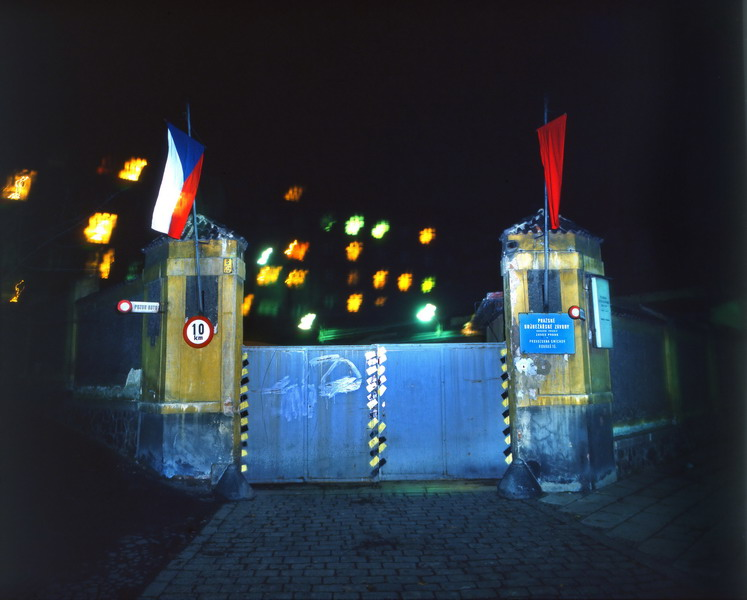
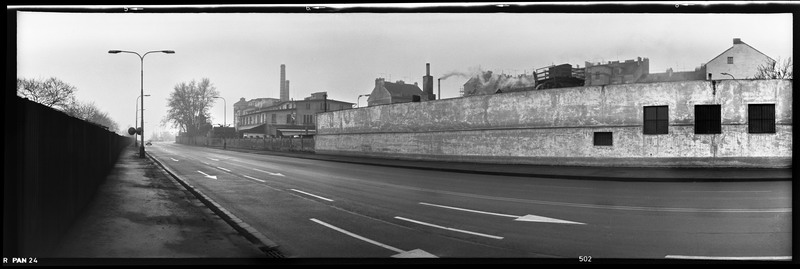
Lihovar a mlékárna
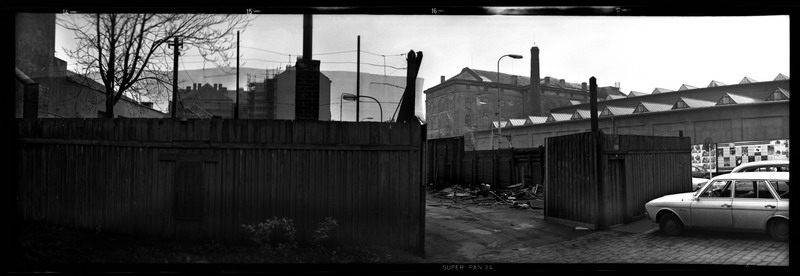
Ohrada Knížecí
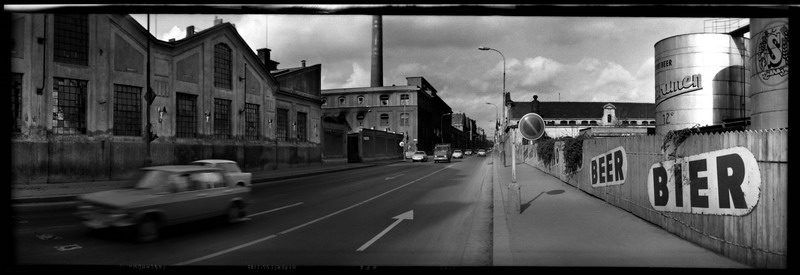
Pivovar
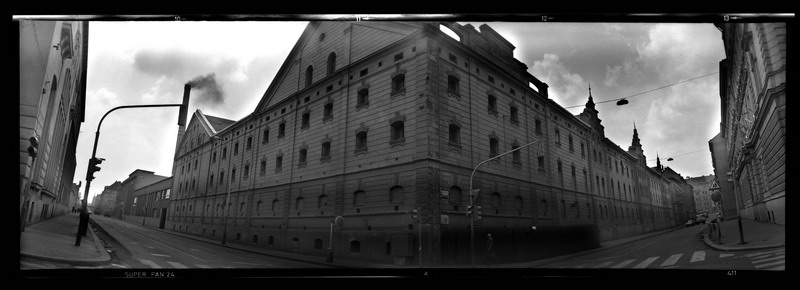
Pivovar Vltavská
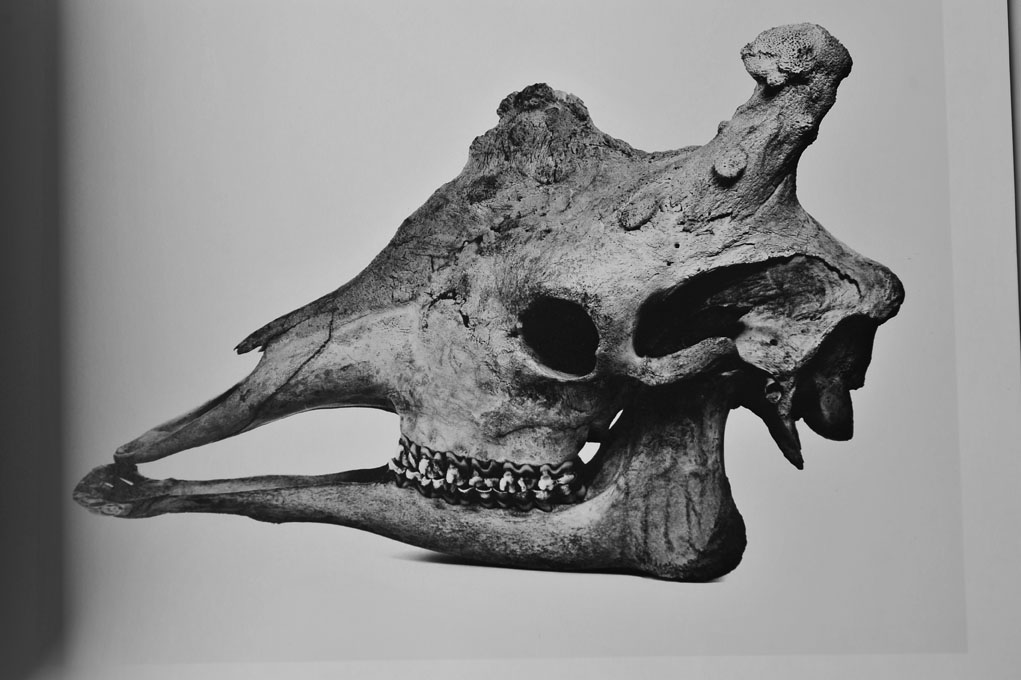
Lebka z výstavy Irvinga Penna v New Yorku